# Filolaos z Koryntu
Filolaos z Koryntu (VII wiek p.n.e.) – prawodawca grecki, działający w Tebach.
Pochodził z Koryntu, a wywodził się z arystokratycznego rodu Bakchiadów. Wyjechał z Koryntu i osiedlił się w Tebach wraz ze swoim przyjacielem, zwycięzcą w igrzyskach olimpijskich, Dioklesem. Tam też zmarł i został pochowany.
W Tebach cieszył się niewątpliwym szacunkiem i zaufaniem, gdyż powierzono mu funkcję prawodawcy. Niewykluczone też, że był ajsymnetą. O jego działalności wiemy jedynie z Polityki Arystotelesa. Ustawodawstwo jego miało dotyczyć m.in. prawa dziedziczenia majątku z wyraźnym dążeniem do zachowania liczby działek rolnych (kleroi).